# Municipio de Fremont (condado de Saginaw)
El municipio de Fremont (en inglés: Fremont Township) es un municipio ubicado en el condado de Saginaw en el estado estadounidense de Míchigan. En el año 2010 tenía una población de 2096 habitantes y una densidad poblacional de 22,01 personas por km².

## Geografía
El municipio de Fremont se encuentra ubicado en las coordenadas 43°21′0″N 84°14′21″O / 43.35000, -84.23917. Según la Oficina del Censo de los Estados Unidos, el municipio tiene una superficie total de 95.21 km², de la cual 94,81 km² corresponden a tierra firme y (0,42 %) 0,4 km² es agua.

## Demografía
Según el censo de 2010, había 2096 personas residiendo en el municipio de Fremont. La densidad de población era de 22,01 hab./km². De los 2096 habitantes, el municipio de Fremont estaba compuesto por el 96,71 % blancos, el 0,29 % eran afroamericanos, el 0,81 % eran amerindios, el 0,24 % eran asiáticos, el 0,72 % eran de otras razas y el 1,24 % eran de una mezcla de razas. Del total de la población el 3,15 % eran hispanos o latinos de cualquier raza.